# Onolátria

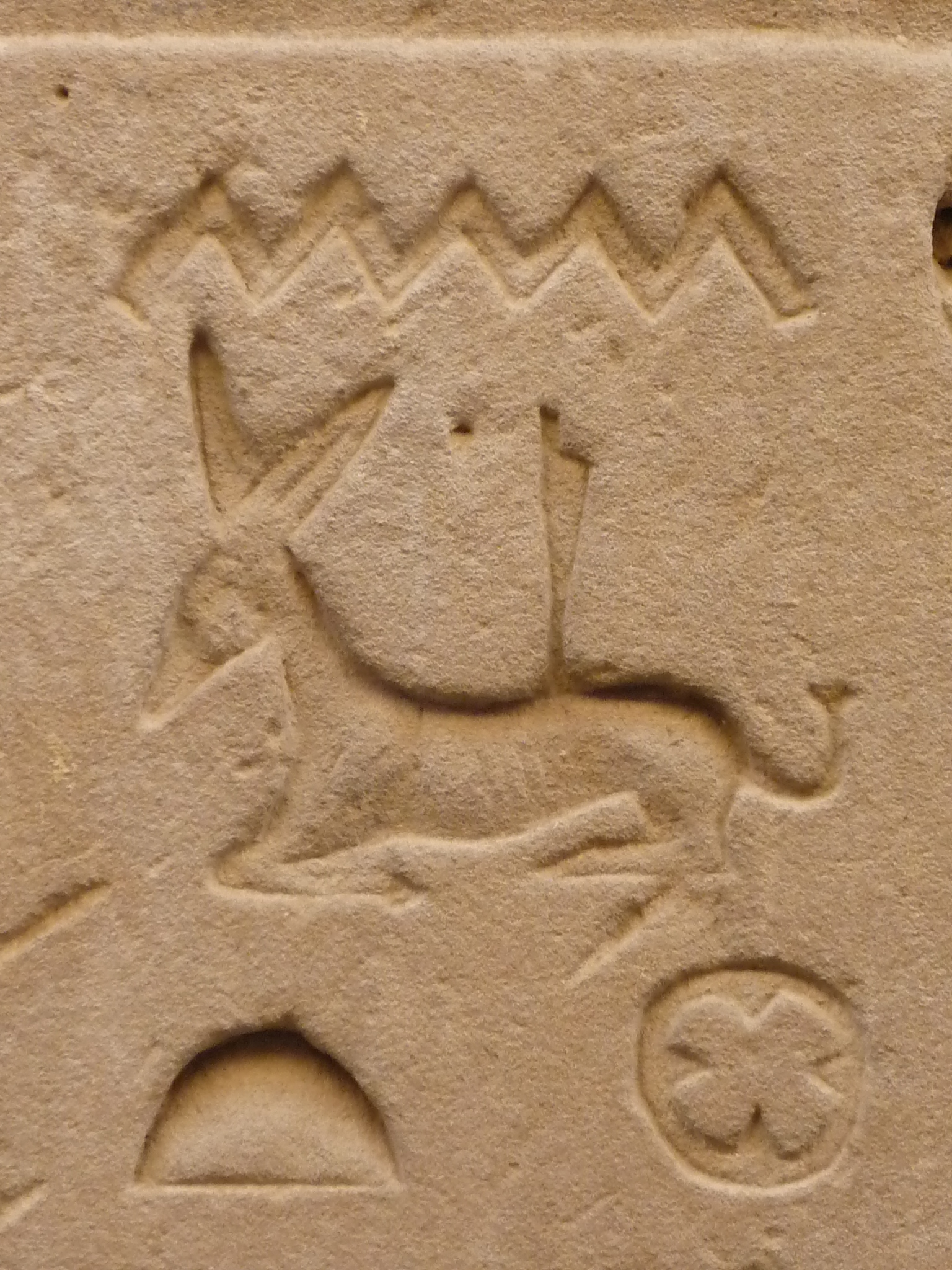
Széth isten ábrázolása szamár alakban az Edfui Templomban feliratában (Egyiptom).

Az onolátria  (az ógörög ὄνος (ónosz, ’szamár’) és a λατρεία (latreía, ’imádat’) szóból képzett szóösszetétel) a szamár, illetve szamár alakkal megjelenített istenség vallásos tisztelete.
Állat alakban általánosságban olyan, a maga korában megmagyarázhatatlan és így isteni eredetűnek tekintett jelenséget, természeti erőt jelenítettek meg, amely az adott állat viselkedésében is megfigyelhető, vagy valamilyen egyéb módon kapcsolatba hozható volt vele. Más történetekben azonban szerepük inkább esetleges (Zeusz és Léda, Ganésa). Illetve néha a vonatkozás csupán utalásszerű („Bagolyszemű Pallasz”)
Bár az állatalakban is tisztelt istenségekre van jó néhány példa főleg Egyiptomban és Indiában, kifejezetten szamárhoz kapcsolódó kultusz ritka lehetett. Robert Graves szerint egyes görög legendák azzal magyarázzák Egyiptom állatalakban alakban tisztelt isteneit, hogy az olümposzi istenek Tüphón elől Egyiptomba menekültek, és ott állat alakban rejtőztek. Tüphón hatalmas, iszonyatot keltő teste tekergő kígyókból állt, és szamárfeje volt.
A zsidókkal, keresztényekkel szemben gúnyos, lekicsinylő feltételezésként, csúfolódó rágalomként jelenik meg nyilvánvalóan azt sugallva, hogy buta emberek („szamarak”) tisztelnek hozzájuk hasonló szamarat.
Először az i.e. első század végén jelent meg a zsidók, majd az i.sz. első és második században széles körben használták keresztények ellen is, míg végül a harmadik században szinte teljesen eltűnt.

## Kezdeti időszaka
A szamárkultusz néhány történész szerint az állat egyes testrészeinek gyógyászati tulajdonságaiból született. Néha Széth isten állatát egy szamárral azonosítják az ókori Egyiptomban. Széth embertestű ábrázolásánál az állatfej azonosítása vitatott, de ezek között egyik lehetségesként szerepel a szamár is. Magának Széthnek a kultusza Egyiptomban is ellentmondásos volt. Kultusza Avarisz környékén a Nílus-deltában volt a legerősebb, ahol a zsidó hagyomány szerint őseik raboskodtak a kivonulás előtt.

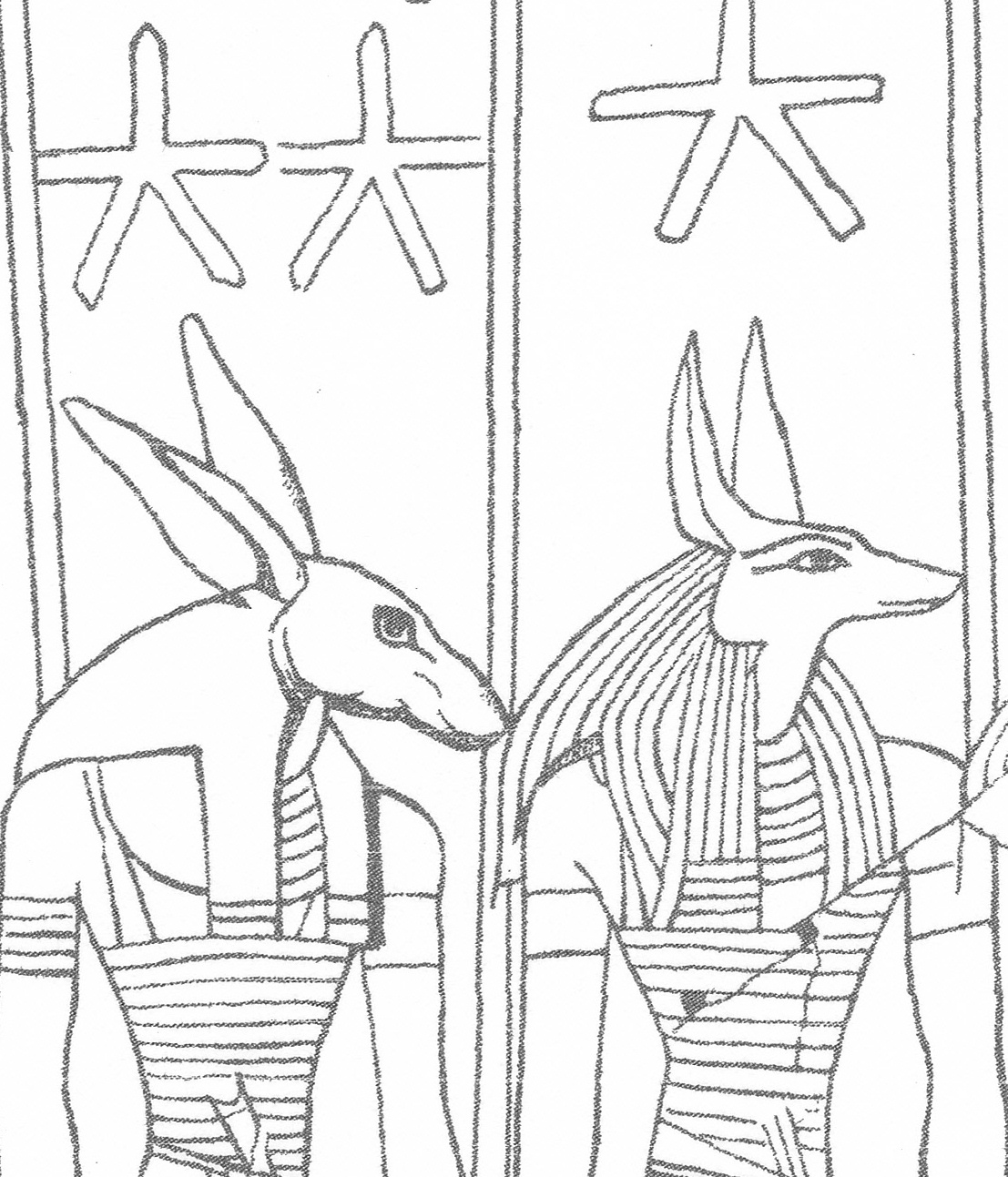
Egyik leginkább szamárfejre emlékeztető ábrázolása I. Széthi sírja mennyezeti freskójának egy részletét ábrázoló rajzon.
Széth és Anubisz, i. e. XIII. sz.

Arthur Bernard Cook egy 1894-es cikkében azt állította, hogy létezett egy ősi mükénéi kultusz, amelyet egy freskóra alapozott, amely szamárfejű emberalakokat ábrázol egy áldozati gödörnél, és egyéb leletekre, számos faragott drágaköre, amelyek látszólag szamárfejet viselő embereket ábrázolnak, amelyek a szamár görög mitológiájában játszott szerepét mutatják, bár értelmezését annak idején már Andrew Lang is vitatta a Longman's Magazine-ban.
A császárkori Rómában a pogányok az onolátria vádját a zsidók és az első keresztények elleni sértő, lealacsonyító rágalomként használták.
Az első ismert szerző, aki valótlanságot terjesztett a Jeruzsálemi templomban gyakorolt arany szamárfej kultuszáról, a hellenisztikus mitográfus, Patarai Mnaszeasz volt i. e. 200 körül. Más változatokban arany szamárfej helyett egészalakos szobor illetve Mózest szamárháton ábrázoló szobor szerepel. Legismertebb terjesztője talán az alexandriai Apión volt, aki Josephus Flavius Apión ellen című munkája nyomán lett közismert.
Josephus megjegyzi, hogy olyanok emlegetik gúnyosan a zsidók állítólagos szamárimádatát, akiknek vallásában egyébként közismerten vannak állatalakban tisztelt istenségek. (Ezt az érvelést a keresztény Tertullianus is átvette.) Alexandriai Philón magyarázata szerint mikor a nép Mózes távollétében egy aranyborjút öntetett és azt imádta, az valójában Tüphón isten szobra volt, akit Egyiptomban Széthként ismertek és szamárfejjel ábrázolták. A judaizmus istenének Széth-Tüphón ikonográfiájával való párhuzamba állításának bizonyára volt némi alapja, ha még Poszeidóniosz, Mózes pontos és lelkiismeretes életrajzírója és csodálója is hitelt adott neki. A hírt ezután Tacitus is átvette aki némi tanácstalansággal ugyan, de a Mózessel és népével szembeni bizalmatlanság további elemeként emlékezik meg róla. Tacitus a Korunk története című művében a zsidók állítólagos szamárimádatának eredetével kapcsolatosan azt írja, hogy az egyiptomi kivonulás után a zsidók a sivatagban szomjúságtól szenvedtek, és amikor már majdnem szomjanhaltak, a legelőről előkerülő vadszamarak egy forráshoz vezették őket. (Figyelmet érdemel Széth isten kapcsolata a sivataggal.) Az állat képmását szentéjükben állították fel.
Plutarkhosz mindezt még azzal toldotta meg, hogy a zsidók azért nem ettek mezei nyúlhúst, mert az egy olyan állat, amelynek a feje emlékeztet egy szamáréra, arra az állatra, amelyet imádtak.

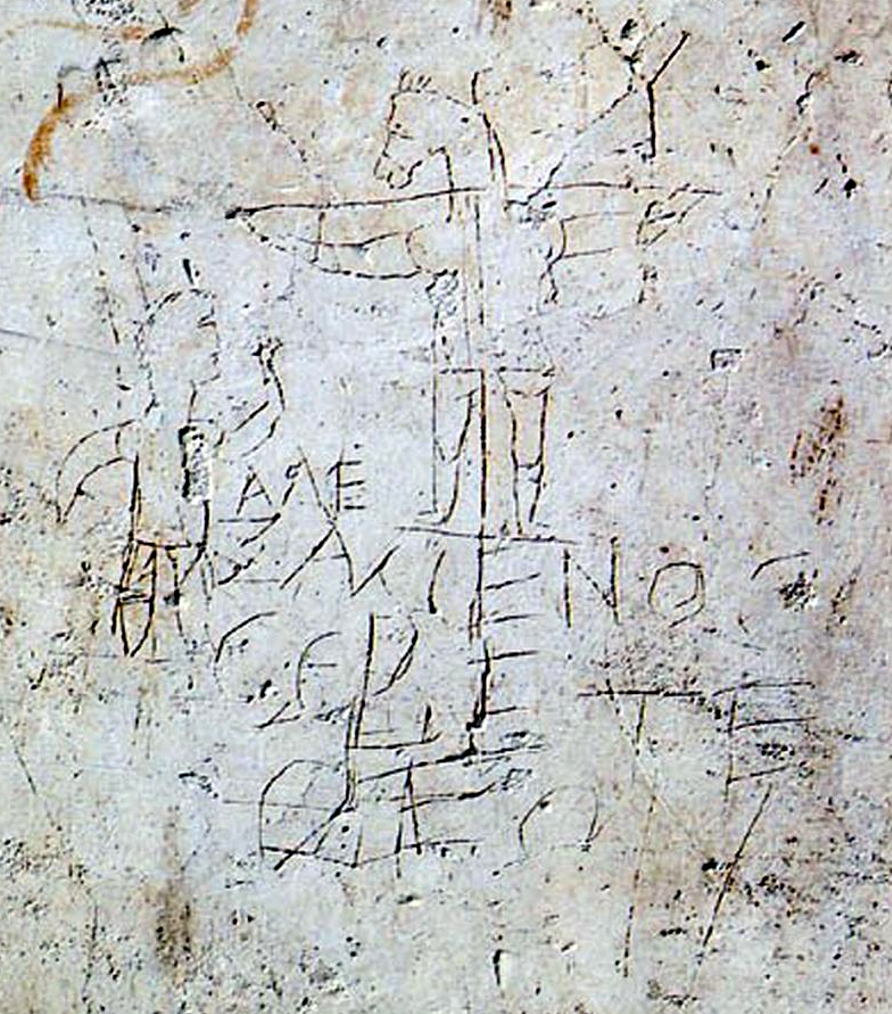
A keresztény kultuszokra utaló onolátria vádjáak híres példája az Alexamenosz-falfirka.

A pogányok által a keresztényekkel szemben felhozott onolátria további részleteit Minucius Felix (Octavius, 9.28) és Tertullianus (Prima Apologia 16.) idézi. Minucius Felix idézte Marcus Cornelius Fronto keresztényellenes kirohanásait is, bár az a szerző nyilvánvalóan még az alapjait sem ismerte a keresztény vallásnak: többek között  vérfertőzéssel, a szamárfej kultuszával és a csecsemők rituális meggyilkolásával is megvádolta őket.
Végül az onolátria vádja az i.sz. III. századra szinte teljesen eltűnt.

## Valós szerepe a korabeli zsidó és keresztény világban

Pieter Lastman - Bálám és szamara, 1622

A szamár a térségben megbecsült terherhordó háziállat volt. A szamár esetében az emberhez hasonlóan nem kellett az elsőszülöttet feláldozni Jahvénak.
A zsidó vallásban híres Bálám szamarának története. A kereszténységben Jézus szülei használták a betlehemi népszámlálásra utazáshoz illetve Egyiptomba menekülésükkor. Jézus tanítványai élén szamárháton érkezett Jeruzsálembe.
Ábel és Káin történetének egy apokríf változata viszonylag nagy hasonlóságot mutat Ozirisz és Széth történetével.
A kanonizált írásokban öccsük a hasonló hangzású nevet viselő Sét. (Régebbi magyar irodalomban Szét.)

## Régészet
A lófélék rituális temetése érdekes aspektusa az időszámításunk előtti harmadik és második évezredbeli eurázsiai és észak-afrikai társadalmak vallási életének. A Levantéban és Egyiptomban jól ismert példák közé tartoznak a kora dinasztikus Egyiptomból származó szamártemetkezések (pl. Abüdosz, Tarkhan, Abu-Szír és Helwan), valamint a kora bronzkori Szíriában és Irakban (pl. Tell Halawa, Tell Brak, Umm el-Mara, Abu Salabikh, Kis és Ur).
Azonban a szamártemetések számos példája a dél-levantei (Tell el-Ajjul, Lachish, Akko, Jerikó) és a keleti Nílus-delta középső bronzkori sírjaiban található harcosokhoz vagy feltehetően magas rangú egyénekhez köthető. Tell el-Dab'a, Tell el-Maskhuta, Inshas.
Az 1986–1992 között Eliezer D. Oren vezetésével az izraeli Tel Harorban, a Negev nyugati részén régészek középső bronzkori, i.e. 1700-1550 közötti egyedi rituális szamártemetkezést tártak fel.